# Chauffour-lès-Étréchy
Chauffour-lès-Étréchy – miejscowość i gmina we Francji, w regionie Île-de-France, w departamencie Essonne.
Według danych na rok 1990 gminę zamieszkiwało 70 osób, a gęstość zaludnienia wynosiła 15 osób/km² (wśród 1287 gmin regionu Île-de-France Chauffour-lès-Étréchy plasuje się na 1065. miejscu pod względem liczby ludności, natomiast pod względem powierzchni na miejscu 703.).